# Гохо малий
Го́хо малий (Agriornis murinus) — вид горобцеподібних птахів родини тиранових (Tyrannidae). Мешкає в Патагонії.

## Опис
Довжина птаха становить 17,5 см. Верхня частина тіла попелясто-сіра, кінчики крил і хвісто сріблясто-білі. Горло білувате, поцятковане темними смужками. Груди сірувато-коричневі або сірувато-охристі, живіт блідий, коричнювато-жовтий. Боки рудувато-коричневі. Хвіст чорний. Навколо очей білі кільця, над очима білі "брови", від дзьоба до очей ідуть темні смуги. Дзьоб великий, гачкуватий.

## Поширення і екологія
Малі гохо гніздяться в Патагонії, зимуть в північній Аргентині, Болівії, Парагваї і Уругваї. Вони були зафіксовані на крайньому південному сході бразильського штату Ріу-Гранді-ду-Сул. Малі гохо живуть в чагарникових заростях і на високогірних луках на висоті до 2500 м над рівнем моря.